# Caudeval

Caudeval este o comună în departamentul Aude din sudul Franței. În 2013 avea o populație de 163 de locuitori.